# Fausto Sampaio
Fausto Sampaio (Alféolas, Arcos, Anadia, 4 de Abril de 1893 — São Jorge de Arroios/São João de Deus, Lisboa, 4 de abril de 1956) foi um pintor impressionista e paisagista português.

## Biografia
Fausto Sampaio nasceu a 4 de Abril em 1893 em Alféolas, freguesia de Arcos, concelho de Anadia, onde foi batizado a 17 de maio de 1893, como filho de José Augusto de Sampaio, advogado, também natural de Alféolas, e de Maria do Carmo de Sampaio, natural da freguesia e concelho de Águeda.
A incapacidade auditiva que o atingiu ao 22 meses de idade tornou-o surdo e dotou-o, de certa forma, de uma grande sensibilidade para se exprimir através da pintura.
Possuidor de grande mestria técnica e de uma sensibilidade inigualável, Fausto Sampaio foi um impressionista de grande versatilidade e um paisagista nato; realizou obras únicas em que a rápida pincelada e a extrema facilidade de manejar a espátula, lhe permitiram captar a impressão dos momentos que viveu, instantes quase palpáveis, fazendo-os perdurar para sempre.
Foi inexcedível na representação das terras do Vale do Rio Vouga. Imbuído no espírito da procura de uma identidade nacional, Fausto Sampaio atinge o auge da sua carreira artística nas décadas de 30 e 40 do século XX, época em que realizou grande parte das suas obras nas províncias ultramarinas e que lhe valeram o título de "Pintor do Império". As suas obras, fruto da vivência nas terras por onde viajou, como Goa, Diu, Damão ou Timor, mas também daquelas em que viveu, como Macau, exprimem a atmosfera, os contrastes, a paisagem, a luz, as figuras e as formas próprias de cada uma.
Foi discípulo de Jules Renard, tendo frequentado as academias de Paris.
Foi um dos mestres do pintor ilhavense Cândido Teles, a partir de 1939, que dele terá perfilhado o gosto pelas representações pictóricas dos coloridos moliceiros da Ria de Aveiro.
A 11 de abril de 1942, casou na igreja paroquial de Arcos, em Anadia, com Maria José Lares Paulo (Arcos, Anadia, 1918 —). Deste casamento, foi pai de Teresa Costa Macedo.
Morreu a 4 de abril de 1956, dia do seu 63.º aniversário, em sua casa, na Praça Pasteur, n.º 9, segundo andar esquerdo - segundo o registo de óbito, na freguesia de São Jorge de Arroios, mas localizada na freguesia de São João de Deus -, vítima de enfarte do miocárdio. Foi sepultado em jazigo de família, no cemitério de Anadia.